# John Hambley (martyr)
Pour les articles homonymes, voir John Hambley (homonymie).
John Hambley, né en 1560 à St Mabyn, Bodmin, dans les Cornouailles, en Angleterre, et mort exécuté à Salisbury le 29 mars 1588 est un prêtre martyr catholique anglais

## Biographie
Né dans une famille passée à l'anglicanisme, il refuse d'assister à la messe anglicane à partir de 1582 suite, dira-t-il, à la lecture de livres de Robert Persons. Craignant d'être ennuyé judiciairement, il décide de se rendre à Londres, où il s'installe à Smithfield où il pense pouvoir vivre son catholicisme plus sereinement. Il est accueilli dans l'Église catholique par M. Fortescue, prêtre anglais avec qui il est en relation suivie. Au même moment, il mûrit sa propre vocation de futur prêtre catholique. Comme tous les candidats à la prêtrise il est obligé de se rendre clandestinement sur le continent pour y recevoir l'ordination. Après une courte formation théologique au Collège anglais de Douai alors délocalisé sur Reims il est ordonné prêtre à Laon le 22 septembre 1584. L'année suivante, il retourne dans son pays. Son ministère le conduit d'abord à Londres puis dans le Dorsetshire avant de s'installer plus longuement dans le West Country.
En 1586 il est arrêté à la suite d'une dénonciation. Il réussit à sauver sa vie une première fois en apostasiant officiellement son catholicisme. Il est libéré (d'aucuns disent qu'il s'est échappé) de prison et se cache à Salisbury. Il reprend son service avant d'être une fois de plus repris. De nouveau en prison il fait acte de soumission et par peur donne aux autorités les noms de plusieurs de ses amis. Il est relâché mais semble avoir repris immédiatement son activité de prêtre. A Pâques 1587 il est une troisième fois arrêté. Après avoir une fois de plus apostasié il semble cette fois-ci s'être rétracté confessant fermement sa foi catholique et sa qualité de prêtre. Il est du coup condamné à mort. Il subit le supplice réservé aux traîtres à savoir pendaison, éviscération et écartèlement. Quelques années après Thomas Pilchard, son compagnon de cellule et celui qui l'encouragea à demeurer pour de bon fidèle à sa vocation, sera aussi exécuté.

## Vénération
Déclaré bienheureux par Jean-Paul II en 1987 John Hambley fut l'un des quatre-vingt-cinq Quatre-vingt-cinq martyrs d'Angleterre et de Galles béatifié par ce dernier et vénéré par l'Église catholique le 29 mars. On le compte aussi comme faisant partie des dits martyrs de Douai.